# Ronco (Corteno Golgi)
Ronco is een plaats (frazione) in de Italiaanse gemeente Corteno Golgi.